# Герітедж-Лейк (Іллінойс)
Герітедж-Лейк (англ. Heritage Lake) — переписна місцевість (CDP) в США, в окрузі Тазвелл штату Іллінойс. Населення — 1523 особи (2020).

## Географія
Герітедж-Лейк розташований за координатами 40°32′46″ пн. ш. 89°19′50″ зх. д. / 40.54611° пн. ш. 89.33056° зх. д. (40.546059, -89.330573).  За даними Бюро перепису населення США в 2010 році переписна місцевість мала площу 3,23 км², з яких 2,93 км² — суходіл та 0,30 км² — водойми.

## Демографія
Згідно з переписом 2010 року, у переписній місцевості мешкало 1520 осіб у 505 домогосподарствах у складі 441 родини. Густота населення становила 471 особа/км².  Було 518 помешкань (161/км²).
Расовий склад населення:
| - 97,6 % — білих - 0,6 % — чорних або афроамериканців - 0,4 % — азіатів |

До двох чи більше рас належало 0,7 %. Частка іспаномовних становила 1,3 % від усіх жителів.
За віковим діапазоном населення розподілялося таким чином: 31,1 % — особи молодші 18 років, 61,7 % — особи у віці 18—64 років, 7,2 % — особи у віці 65 років та старші. Медіана віку мешканця становила 35,9 року. На 100 осіб жіночої статі у переписній місцевості припадало 104,3 чоловіків;  на 100 жінок у віці від 18 років та старших — 105,1 чоловіків також старших 18 років.
Середній дохід на одне домашнє господарство  становив 96 633 долари США (медіана — 98 544), а середній дохід на одну сім'ю — 105 591 долар (медіана — 100 865). 
Цивільне працевлаштоване населення становило 776 осіб. Основні галузі зайнятості: освіта, охорона здоров'я та соціальна допомога — 41,1 %, виробництво — 23,8 %, роздрібна торгівля — 10,2 %, публічна адміністрація — 7,6 %.